# Ariane Monticeli
Ariane Gomes Monticeli Da Silveira née le 6 août 1982 à Porto Alegre au Brésil est une duathlète et une triathlète brésilienne, vainqueur sur triathlon Ironman.

## Palmarès
Le tableau présente les résultats les plus significatifs (podium) obtenus sur le circuit national et international de duathlon et de triathlon depuis 2010,.
| Année | Compétition                                          | Pays      | Position           | Temps           |
| ----- | ---------------------------------------------------- | --------- | ------------------ | --------------- |
| 2017  | Ironman 70.3 Buenos Aires                            | Argentine | Médaille de bronze | 4 h 25 min 13 s |
| 2016  | Championnats du Brésil de duathlon                   | Brésil    | Médaille d'or      | 1 h 54 min 8 s  |
| 2016  | Ironman 70.3 Punta del Este                          | Uruguay   | Médaille de bronze | 4 h 15 min 48 s |
| 2016  | Ironman 70.3 Buenos Aires                            | Argentine | Médaille de bronze | 4 h 21 min 28 s |
| 2015  | Ironman Brésil                                       | Brésil    | Médaille d'or      | 8 h 59 min 8 s  |
| 2015  | Championnats du Brésil de duathlon                   | Brésil    | Médaille d'or      | 2 h 1 min 40 s  |
| 2015  | Championnats du Brésil de triathlon moyenne distance | Brésil    | Médaille d'or      | 4 h 28 min 46 s |
| 2015  | Ironman 70.3 Punta del Este                          | Uruguay   | Médaille d'or      | 3 h 38 min 29 s |
| 2014  | Ironman Brésil                                       | Brésil    | Médaille de bronze | 9 h 5 min 50 s  |
| 2014  | Ironman Fortaleza                                    | Brésil    | Médaille d'argent  | 9 h 41 min 55 s |
| 2014  | Ironman 70.3 Foz do Iguaçu                           | Brésil    | Médaille d'or      | 4 h 37 min 46 s |
| 2011  | Ironman Brésil                                       | Brésil    | Médaille de bronze | 9 h 19 min 15 s |
| 2010  | Ironman 70.3 Brasil                                  | Brésil    | Médaille de bronze | 4 h 38 min 34 s |